# Чирок-клоктун
Чиро́к-клокту́н, или клоктун (лат. Sibirionetta formosa), — вид птиц из семейства утиных, единственный современный вид в роде Sibirionetta.

## Описание

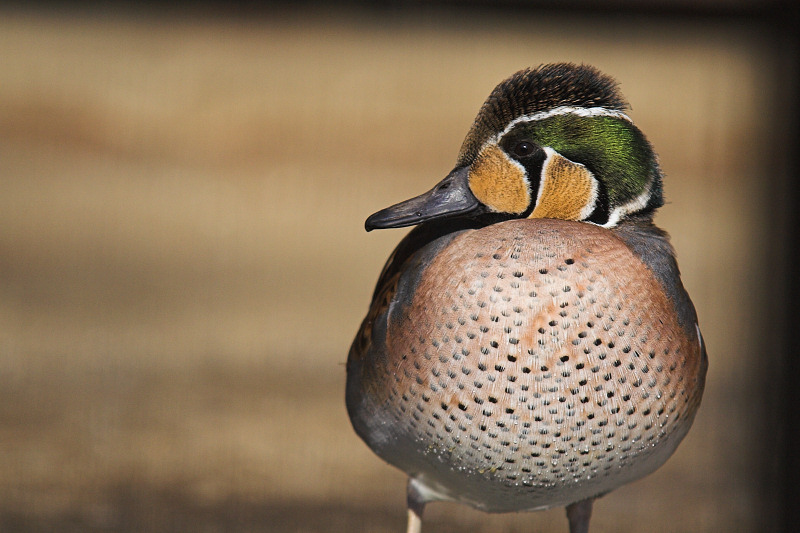

Селезень этого вида имеет тёмную голову с рисунком из комбинации чёрного, жёлтого и зелёного цветов. Чёрно-белые перья на лопатках серповидно загнуты. Самки же носят буро-коричневый наряд с тёмной каемкой по краям перьев. В воде сидит глубоко, летает невысоко, но очень быстро. Масса взрослой птицы 500—600 г, а длина тела 22 см.
Своё название эти утки получили за характерные звуки «кло-кло-кло». В Китае отметили сходство раскраски лица чирка-клоктуна и грима персонажа китайской оперы хуаляня, поэтому в китайском языке чирок-клоктун называется «утка-хуалянь» (кит. упр. 花脸鸭).
Чирок-клоктун предпочитает мелкие озёра и густо заросшие водоёмы.
Гнёзда строит возле кустарников и деревьев. В кладке от 5 до 10 яиц.
Утки предпочитают зимовать на рисовых чеках, а во время пролёта останавливаются на соевых полях. Питаются семенами и вегетативными частями растений.

## Распространение
Гнездится клоктун в Северной Азии от Таймыра до Охотского моря. Предположительно, существует гнездовье и на Сахалине. Из-за резкого сокращения численности чирка-клоктуна в настоящее время гнездование этой утки в пределах ареала стало разорванным и нерегулярным. Зимовал ранее в Японии, однако сегодня основная часть клоктунов летит в Южную Корею. По данным на 2018 год, в число районов зимовки чирка-клоктуна входят регионы Китая: Восточный Китай и Южный Центральный Китай.